# ルイス・エドゥアルド・デルガド・パチェコ
ルソ（Luso）ことルイス・エドゥアルド・デルガド・パチェコ（スペイン語: Luis Eduardo Delgado Pacheco、1984年12月4日 - ）は、スペインの元サッカー選手。現役時代のポジションはMF。

## クラブ歴
サラゴサに生まれ、レアル・サラゴサのカンテラを卒業した。レアル・サラゴサのBチームであるCDウニベルシダ・デ・サラゴサ、同じくBチームであるデポルティーボ・アラゴンでプレーした。その後はセグンダ・ディビシオンBとテルセーラ・ディビシオンに所属するUEフィゲレス、UEラピテンカ、UEサン・アンドレウでプレーした。
2010年7月23日にセグンダ・ディビシオンのジローナFCに移籍。8月28日のCDテネリフェ戦にモハメド・エル・ヤッゴビに代わり途中出場しプロ初出場。12月11日に行われたセルタ・デ・ビーゴ戦でプロ初得点。
2013年7月14日に同じく2部のコルドバCFに3年契約で移籍、クラブの42年ぶりのプリメーラ・ディビシオン復帰にレギュラーとして貢献した。プリメーラ初出場は2014年9月28日に行われたRCDエスパニョール戦でホームでスコアレスドローの結果であった。1部初得点は翌年5月17日のラーヨ・バジェカーノ戦であったが、その後クラブは2部降格となった。
2017年7月14日に2年契約でセグンダ・ディビシオンのSDウエスカに移籍。
2018年7月23日、セグンダ・ディビシオンに昇格したCFラージョ・マハダオンダに移籍した。